# Espai Barça
El Espai Barça (en español Espacio Barça) es un proyecto de la junta directiva del Fútbol Club Barcelona, que propone reurbanizar el Camp Nou junto con su entorno, a través de la creación de un nuevo Palau Blaugrana, instalaciones deportivas y un auditorio, reformando alrededor de unos 40.000 metros cuadrados del distrito de Les Corts.
El proyecto también contempla la construcción de un espacio destinado a las peñas, un centro deportivo con gimnasio, servicio de fisioterapia y piscina, además una nueva tienda del club junto con un nuevo concepto de museo, dedicado al Barça, que incluiría varias exposiciones sobre la historia de Cataluña.
El 5 de abril de 2014 se llevó a cabo el referéndum entre los socios para la aprobación del megaproyecto,
 este reunió a 37.535 socios (31,65%), una cifra histórica considerando que no se había realizado uno en más de 50 años, en la aprobación al proyecto se impuso con un 72,3% de votos por parte de la comunidad barcelonista.
Originalmente, el proyecto fue presentado por la directiva presidida por Sandro Rosell, tenía un coste inicial de 600 millones de euros. Debido a problemas judiciales, Rosell dimite a inicios de 2014, dejando la propuesta en manos de Josep Maria Bartomeu quien tomaría la presidencia. Bartomeu desarrolla las decisiones principales para iniciar el megaproyecto. Sin embargo, se presentaron complicaciones que dejaron encallado el proyecto por cuatro años más de lo esperado inicialmente. En octubre de 2020, en medio de crisis provocada por la pandemia por COVID-19, Bartomeu de igual forma renuncia evitando un voto de censura por la mala gestión financiera e institucional del club azulgrana. En marzo de 2021, quien fuese el ideador del Proyecto Foster Joan Laporta, vuelve a ser la cabeza de la junta del Barça y retoma el proyecto, el cual había aumentado para ese entonces en más de 215 millones de euros, alcanzando un costo total de 815 millones de euros aproximadamente.

## Proyecto Original

### Reforma al Camp Nou

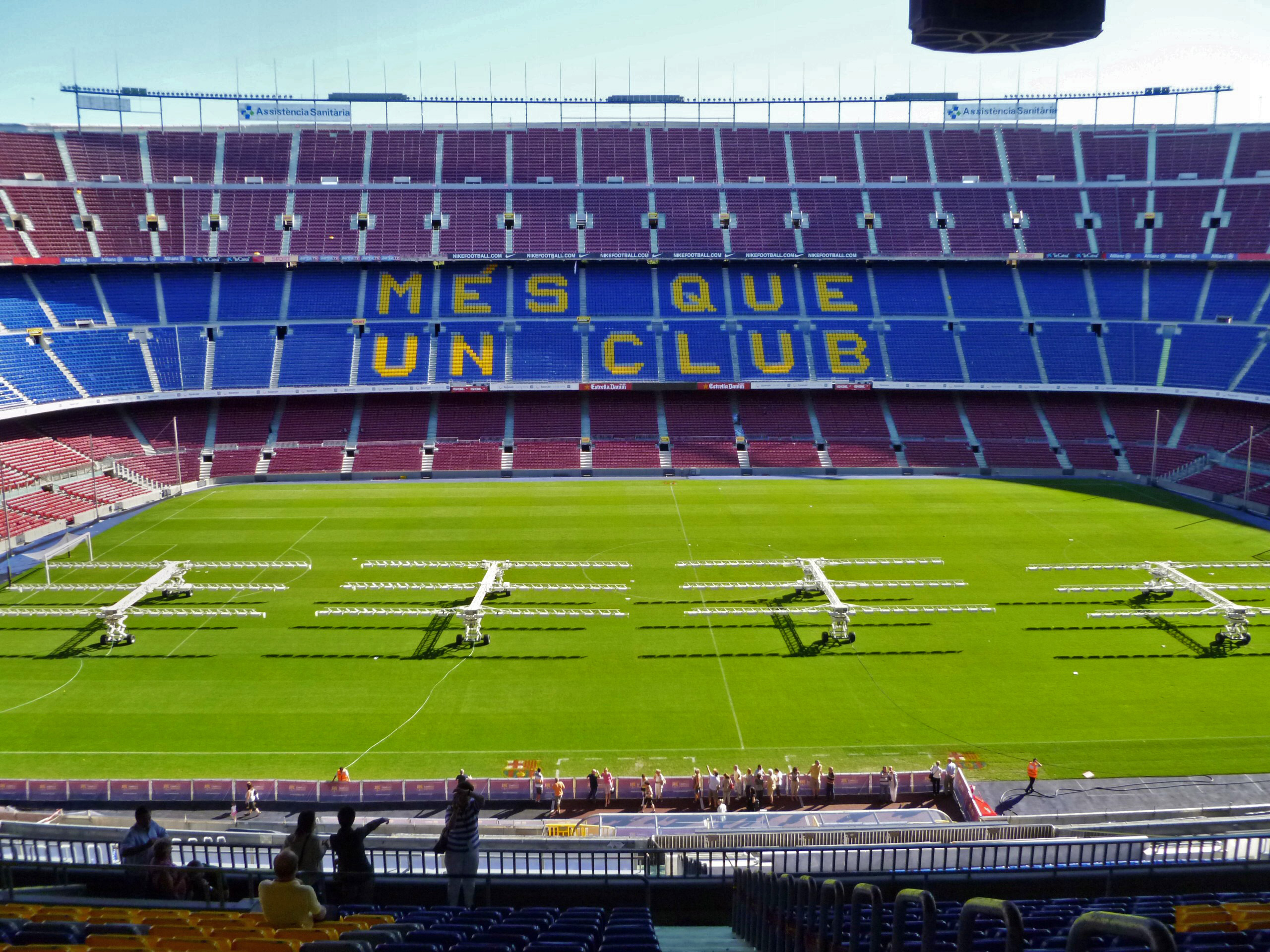
Vista al campo desde la tribuna.

La remodelación del estadio es el punto central del proyecto, cuya inversión original se estima en 420 millones de euros. Su planteamiento remodelará el estadio completo, pero manteniendo la base del recinto deportivo. Una vez obtenidos los permisos necesarios, se iniciarán las obras que durarán cuatro años aproximadamente. A pesar de esto, el primer equipo podría seguir ocupando el campo. Durante la disputa de los campeonatos se remodelarán los interiores, dejando los trabajos en las gradas para el verano, con el fin de minimizar las molestias a los abonados.
Se aumentaría la inclinación de la primera grada para mejorar la visión del campo, junto con completar la tercera. Esto producirá un incremento del aforo a 105.053 espectadores. Se añadirá una cubierta de las localidades de 50.000 m² que recogerá el agua de lluvia. Además, se mejorarían las circulaciones dentro del estadio y habilitarán zonas con servicios específicos para ellos. Adicionalmente, se incluirán criterios de eficiencia energética y sostenibilidad medioambiental. Además, las condiciones de las localidades para personas con movilidad reducida mejorarán, con 50 núcleos de ascensores y 16 núcleos de escaleras mecánicas distribuidos en todo el perímetro para transportar 80.000 personas en media hora.

#### Mejoras en servicios
Se renovarán los vestuarios pasando a tener unos 2.000 m², estando a nivel del terreno de juego. Se incluirá un área de calentamiento bajo la grada. El nuevo espacio deportivo incluirá cuatro vestuarios visitantes. Nuevo acceso a sala de prensa de 2.000 m² equipado con zonas de trabajo, para más de 300 personas y 20 cámaras. Nueva área médica, vestuarios para los técnicos y la zona mixta.
El recinto contará con anillos para disponer servicios, cuyo anillo principal se ubicará a la altura de la segunda tribuna, se presumen unos 900 metros de tiendas. Entre los servicios de élite, se añadirán 3.500 asientos de máximo confort para completar un total de 5.700, 88 palcos vip y cuatro superboxes, en un anillo exclusivo. Adicionalmente, incluirá 340 m² en restaurantes de primer nivel. También contempla una sala multiuso de 4.000 m² equipada para la organización de eventos sociales o culturales.

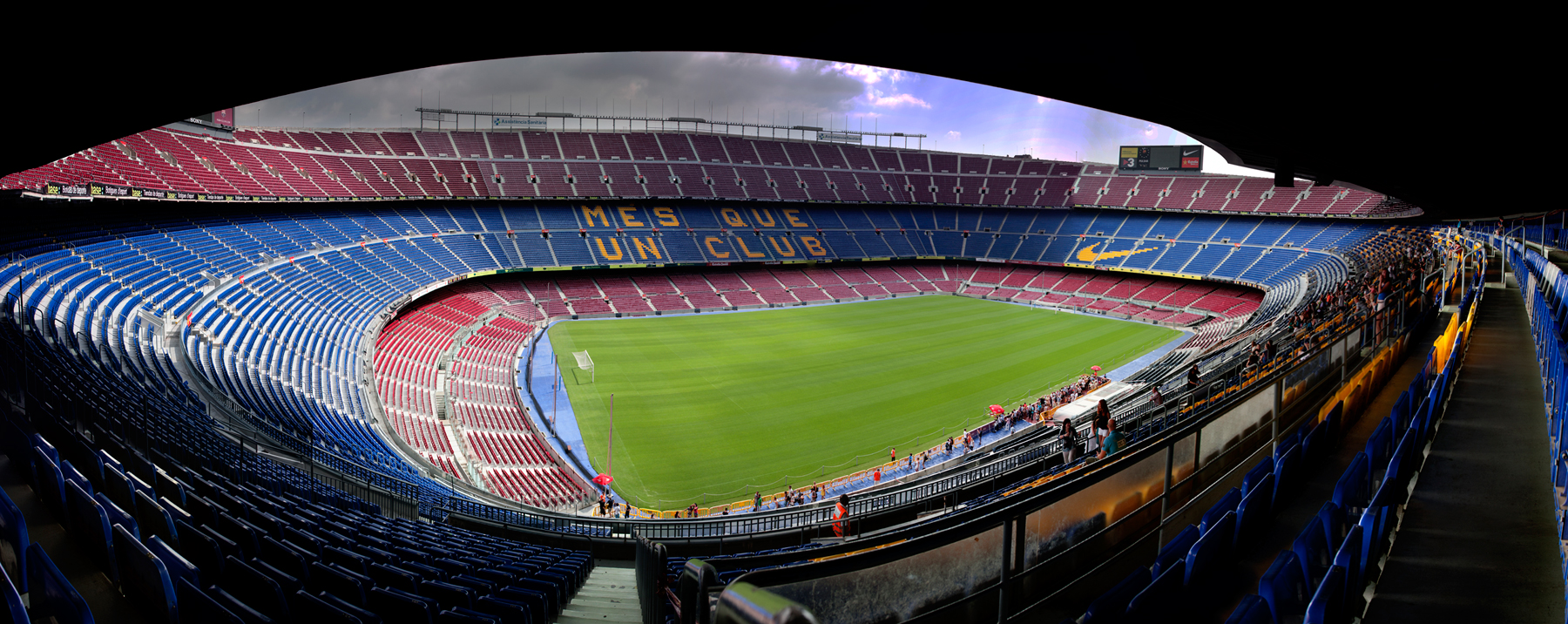
Panorámica del Camp Nou.

#### Características generales
- Circulación vertical y horizontal
- Accesibilidad para la movilidad reducida
- Estructura, iluminación, revestimientos y señalización
- Asientos y palcos vip en las gradas
- Ampliación del aforo en 12.000 localidades
- Cobertura para los espectadores
  - Inversión: 420 millones de euros

### Nou Miniestadi
Para liberar espacio en torno al Nou Camp Nou, el nuevo Palau Blaugrana ocupará la ubicación que tenía el Miniestadi en Les Corts, por lo que el recinto del filial debía ser demolido, obligando así a la construcción de un nuevo estadio para el fútbol base azulgrana que contará con un presupuesto de 19 millones. Se decidió emplazar el nuevo campo en la finca anexa a la Ciudad Deportiva Joan Gamper, adjudicada por el club en octubre de 2013.
El recinto será independiente de las instalaciones de la ciudad deportiva, con una capacidad para 6.000 personas totalmente cubiertas, cumpliendo con la normativa vigente de la LFP, además de poseer la categoría 3 en la normativa de la UEFA.

### Nou Palau Blaugrana

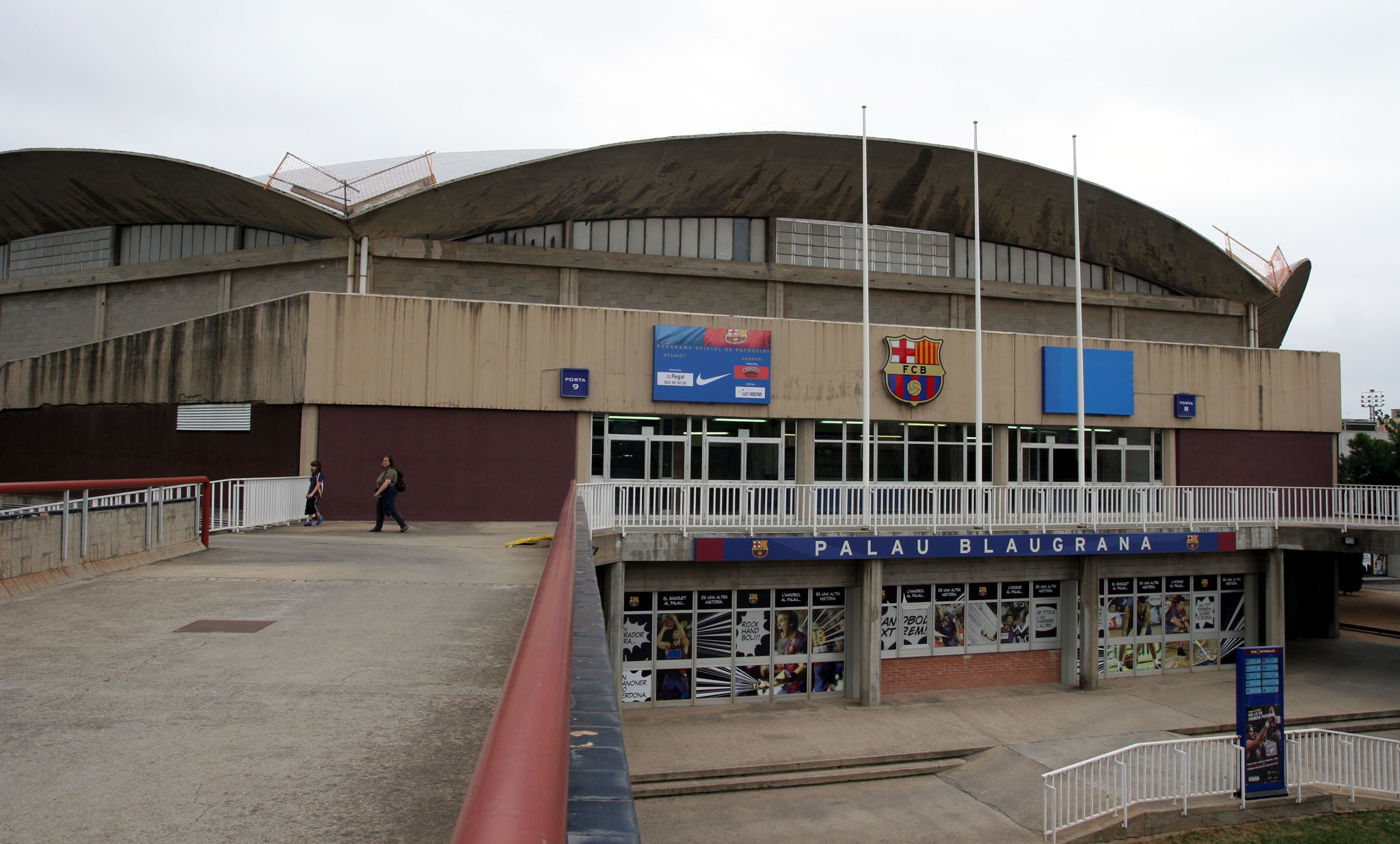
Fachada del pabellón.

Se construirá un nuevo pabellón con el fin de liberar espacio en las inmediaciones del Camp Nou, conectado con el Espai Barça mediante pasarelas y contará con un presupuesto de 90 millones de euros. Dispondrá de una capacidad de 12.000 espectadores, con gradas más cercanas a la pista. Se facilitará la accesibilidad, contando con cabinas para personas de movilidad reducida. Dispondrá de 18 Palcos vip y dos skybars.
Asimismo contará con un Mini Palau para las categorías inferiores al mismo nivel que la pista principal y tendrá una capacidad para 3.500 personas. De igual manera, incluye una pista de hielo, debido a la demolición del Palau de Gel, para 500 espectadores. Además, tendrá un aparcamiento para 50 autobuses soterrado que contará con una serie de paneles solares para dar energía al recinto.

### Urbanismo
El proyecto pretende proporcionar un ambiente completamente urbanizado amplio, sin barreras, de gran calidad medioambiental e integrado con el barrio al ser público para el tránsito. De esta forma se entregaría espacio público para la ciudad de Barcelona y áreas privadas de uso del club. Este contará con un presupuesto de 30 millones de euros.
Con la demolición del Palau Blaugrana y el Palau de Gel, los servicios de tiendas, el museo y áreas institucionales se trasladarán a esa zona, contando con espacios de mayor capacidad. Además, el antiguo edificio de La Masía se convertirá en la sede institucional del club. Se construirá un aparcamiento subterráneo de unos 100.000 m², liberando espacio en la superficie, con capacidad para 5.000 vehículos que costará unos 40 millones de euros.

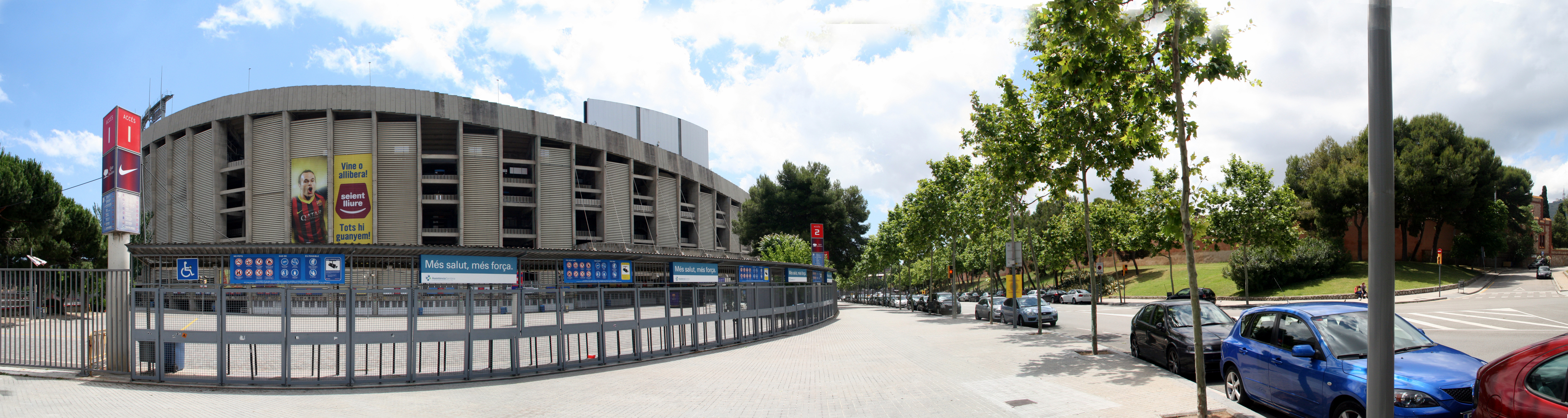
Vista del exterior del Camp Nou desde la calle Joan XXIII que será sometida a reurbanización.

#### Características generales
- Total: 38.850 m² (superficie)
- Zona verde: 8.000 m²
- Oficinas: 6.300 m²
- Medic/Fitness: 6.600 m²
- Espacios de la peñas: 650 m²
- Fundació FCBarcelona: 2.000 m²
- FCBotiga: 1.500 m²
- Hogar del Socio: 2.800 m²
- Museu: 5.500 m²
- Auditorí 1899: 3.000 m²

## Procesos iniciales

### Presentación del proyecto
El proyecto fue una de las piedras angulares de Sandro Rosell en su campaña por la presidencia del club. Con la victoria de Rosell en 2010 la junta comenzó con los planes de la reforma que debía superar el anterior Proyecto Foster de Joan Laporta en 2007.
El club realizó un estudio que tuvo una inversión de 1 millón de euros, contando con la consultoría de diversas empresas en aspectos financieros, deportivos y de gestión. La valorización tardó 18 meses, siendo presentado el 20 de enero de 2014. El Espai Barça resultaría en una reforma del Camp Nou aumentando su aforo e instalaciones, junto con construir nuevas dependencias en las cercanías del recinto deportivo.
Otros proyectos descartados fueron: un nuevo estadio en los terrenos del Miniestadi, descartada por falta de espacio; derribar el recinto por fases, descartada al ser compleja técnicamente; un nuevo estadio en la Avenida Diagonal, descartada pues la inversión era inasequible para el club.
Durante la presidencia de Rosell ocurrieron diversas polémicas en torno a su administración, solo 1 semana después de haber presentado el Espai Barça, renunció a su cargo cayendo la presidencia en manos de Josep Maria Bartomeu. Con la llegada de Bartomeu, se inicia la campaña de difusión con los socios, a través de exposiciones y sesiones itinerantes, las que se realizaron en Cataluña y Madrid.

### Financiamiento original
El Espai Barça se planteó con un coste total de 600 millones de euros, teniendo como objetivo el no afectar a los socios ni al nivel deportivo. Por estos motivos, se propuso comenzar las obras en 2016, pues para ese año el club ya no tendría una deuda con ningún ente.
La financiación de la deuda, duraría aproximadamente 8 años, cuya obtención de los recursos se producirán en 3 partes de 200 millones cada una: a través de los derechos de patrocinio con un "apellido" al estadio (sujeto a votación de los socios), un crédito bancario, y de las utilidades generadas por el mismo estadio.

### Referéndum
Luego de un mes de campaña, se realiza un referéndum sobre la aceptación o rechazo al proyecto, en donde había 118.580 socios habilitados para sufragar. El 5 de abril de 2014 se instalaron las urnas en la explanada del Camp Nou, llegando a sufragar 37.535 socios quienes conformaban el 31.65% del total de votantes, cifras positivas considerando que no se había realizado un plebiscito de esta categoría desde el 12 de noviembre de 1950, el cual decidió la construcción del Camp Nou. El resultado de la consulta fue positivo para el proyecto con un 72,36% de los votantes aceptando el Espai Barça, con lo cual se daba inicio a la concreción de las siguientes etapas de la construcción.

#### Resultados de las votaciones
Los resultados del referéndum a los socios fueron los siguientes:
|  | 72,36 % |

|  | 25,54 % |

|  | 2,09 % |

### Diseño y Arquitectura

#### Nou Miniestadi
En marzo de 2015 se inició el concurso de arquitectura en el cual seis equipos catalanes diseñaron el nuevo Miniestadi. Este duraría dos meses, dando como ganador al estudio Batlle i Roig Arquitectes el 25 de mayo de 2015 con su diseño de perfil asimétrico, al poseer una grada baja y una tribuna de dos pisos.

#### Nou Palau Blaugrana
Por otra parte, el concurso para escoger al equipo encargado de diseñar el nuevo pabellón se inició oficialmente el 5 de junio de 2015, dando como resultado entre los 45 candidatos a 6 finalistas. Finalmente, el 29 de enero el jurado conformado por cinco miembros de la junta directiva, tres miembros del Colegio de Arquitectos de Cataluña y un representante del Ayuntamiento de Barcelona; por unanimidad dio como ganador a la propuesta del equipo compuesto por HOK de Estados Unidos junto con TAC Arquitectes de Barcelona. El proyecto sería presentado posteriormente al público el 1 de marzo, en un acto junto a jugadores de basket del Barça.

#### Nou Camp Nou
La directiva azulgrana, llevó a cabo un concurso arquitectónico abierto para diseñar el Nou Camp Nou durante el año 2016. En marzo de 2016, el jurado elegiría a los 4 mejores proyectos para el estadio, los cuales continuaron desarrollando su propuesta a la vez de que el club le presentó los proyectos a los socios. El 8 de marzo de 2016 el club realiza un anuncio oficial que el proyecto presentado por la agencia de arquitectura japonesa Nikken Sekkei ha ganado el concurso. La decisión fue tomada por un comité de diez personas. Siendo presentada la maqueta final del nuevo estadio en abril de 2016 en un acto junto a la plantilla del primer equipo. En septiembre de 2022, la junta directiva, encabezada por Joan Laporta, adjudicó la dirección de obra del Nou Camp Nou a la empresa de Tarrasa (Barcelona) Torrella Ingeniería-Arquitectura, que será la encargada de llevar a cabo el proyecto original diseñado por Nikken Sekkei.

## Sucesos bajo el mandato de Bartomeu

### Permisos y retrasos
En 2015 la junta directiva del F. C. Barcelona comienza a buscar consensos con el Ayuntamiento de Barcelona, que entonces presidía Ada Colau, para establecer la urbanización del Espai Barça, los compromisos con el municipio y los posteriores permisos, la primera parte para iniciar los trabajos. Sin embargo, este proceso sería más largo de lo planificado en un comienzo.
Dos años después del inicio del proceso, el Barça entrega la propuesta al municipio de Barcelona. Esta propuesta incluía una importante modificación del Plan General Metropolitano, siendo aprobada por el ayuntamiento y posteriormente presentada públicamente en julio del mismo año, para ser sometido a votación. Este plan involucra un aumento en espacios públicos, un aporte al transporte público de la ciudad y la entrega de plazas de aparcamiento para el barrio de Les Corts.
El 12 de abril de 2018 el Ayuntamiento presenta su aprobación al Espai Barça que permitiría comenzar con la tramitación de los permisos de construcción del nuevo estadio. Esta demora retrasó el comienzo de las obras hasta 2019, aumentó el costo total a 640 millones de euros y rebajó a 28.000 m² el suelo destinado a oficinas, hotel y tiendas. Sin embargo, a finales del mismo año cae una demanda sobre el club por parte de la Asociación de Vecinos de Barcelona.
Tras muchas esperas y negociaciones, el club azulgrana recibe la ratificación del inicio de las obras de urbanización a finales de 2019, para lo cual la directiva se comprometía a invertir 28 millones de euros en espacios públicos alrededor del Camp Nou, retrasando nuevamente el inicio de la construcción para 2020. Posteriormente aprobando la reparcelación del sector del barrio de Les Corts para iniciar con las obras de urbanización.

### Problemas e inconvenientes
Para dar inicio al proyecto, el club debía plantear una reforma al Plan General Metropolitano para así obtener los primeros permisos para iniciar las obras, cuya propuesta fue entregado recién a principios de 2017, año en que debieron comenzar las obras. Esto demoró el inicio del proyecto, junto con aumentar el costo total del estadio.
Una vez aprobada y presentada por el ayuntamiento, se presentaron impedimentos, siendo los vecinos del Camp Nou y la CUP quienes mostraron su desaprobación al uso de espacio para fines deportivos. A finales de 2018 la Federación de Asociaciones de Vecinos de Barcelona (FAVB) y la CUP demandaron al club para detener el proyecto. Estos problemas aumentaron aún más el plazo de la concreción del proyecto, que ya se establecía para 2023. A lo cual en 2019 la junta directiva informó de que las obras se realizarían entre 2020 y 2024; con un aumento de 150 millones de euros más para su presupuesto.

### Obras de urbanismo
En octubre de 2019 el club inicia con la demolición del Miniestadi para liberar la parcela para las obras del nuevo Palau Blaugrana, esta se extendió por 4 meses concluyendo el 20 de enero de 2020 al retirar la pasarela que lo unía con el Camp Nou. Le siguió el inicio de las primera obras de reurbanización de las calles colindantes un mes después. A finales del mismo año, el Camp Nou renovó su sistema eléctrico instalando un nuevo transformador más eficiente y de mayor cobertura, para dar energía tanto al estadio como a las futuras oficinas y al pabellón barcelonista.

### Financiación y Coronavirus
En julio de 2018, se hacía oficial el acuerdo con el banco de inversión estadounidense Goldman Sachs, pendiente de aprobación de los socios. La financiación sería por 700 millones de euros a pagar en 25 años, el cual se tendría que costear con las propias utilidades del estadio.
En octubre de 2020, en medio de la pandemia por COVID-19, la directiva confirma que el costo del Espai Barça había ascendido a 725 millones más otros 90 millones en concepto de intereses, sumando finalmente más de 815 millones de euros. Aún con la crisis financiera, el acuerdo con Goldman Sachs se mantuvo, ahora siendo de 815 millones dadas las nuevas tasaciones que tenía el Espai. Sin embargo, a fines de 2020 se desveló parte del acuerdo junto con que el club ya había gastado cerca de 109 millones de euros para cubrir las obras iniciales.

### Crisis y dimisión de Bartomeu
En marzo de 2020 comienza la pandemia sanitaria en España producto del COVID-19, situación que agravó aún más la situación financiera del club, que suma perdidas por 97 millones de euros ese año. Esta situación, obligó a reducir gastos de diferentes fuentes, entre las que estuvo detener las obras de construcción del Espai Barça por cerca de 8 meses.
En el mes de octubre, luego de presiones de diferentes sectores hacía la figura del presidente Josep Maria Bartomeu por su mala gestión financiera e institucional del club azulgrana, se comienza a plantear un voto de censura para cesar su mandato. Sin embargo, el propio Bartomeu junto a toda su directiva renunciaron el 27 de octubre dejando el Espai Barça sin haber iniciado su construcción principal tras 6 años desde su aprobación.